# Bistum Venice
Das Bistum Venice (lat.: Dioecesis Venetiae in Florida) ist eine in Florida in den Vereinigten Staaten gelegene römisch-katholische Diözese mit Sitz in Venice.

## Geschichte
Papst Johannes Paul II. gründete es mit der Apostolischen Konstitution Postulat quandoque am 16. Juni 1984 aus Gebietsabtretungen der Bistümer Orlando, Saint Petersburg und des Erzbistums Miami, dem es auch als Suffragandiözese unterstellt wurde. Bereits nach Ende des Sezessionskrieges 1865 bereisten katholische Missionare das Gebiet des heutigen Bistums Venice. Bis 1918 entstanden dort mehrere Missionsstationen und katholische Gemeinden.

## Territorium
Das Bistum Venice umfasst die Countys Charlotte, Collier, DeSoto, Glades, Hardee, Hendry, Highlands, Lee, Manatee und Sarasota des Bundesstaates Florida.

## Bischöfe von Venice
- John Nevins (17. Juli 1984–19. Januar 2007)
- Frank Joseph Dewane (seit 19. Januar 2007)

## Weblinks

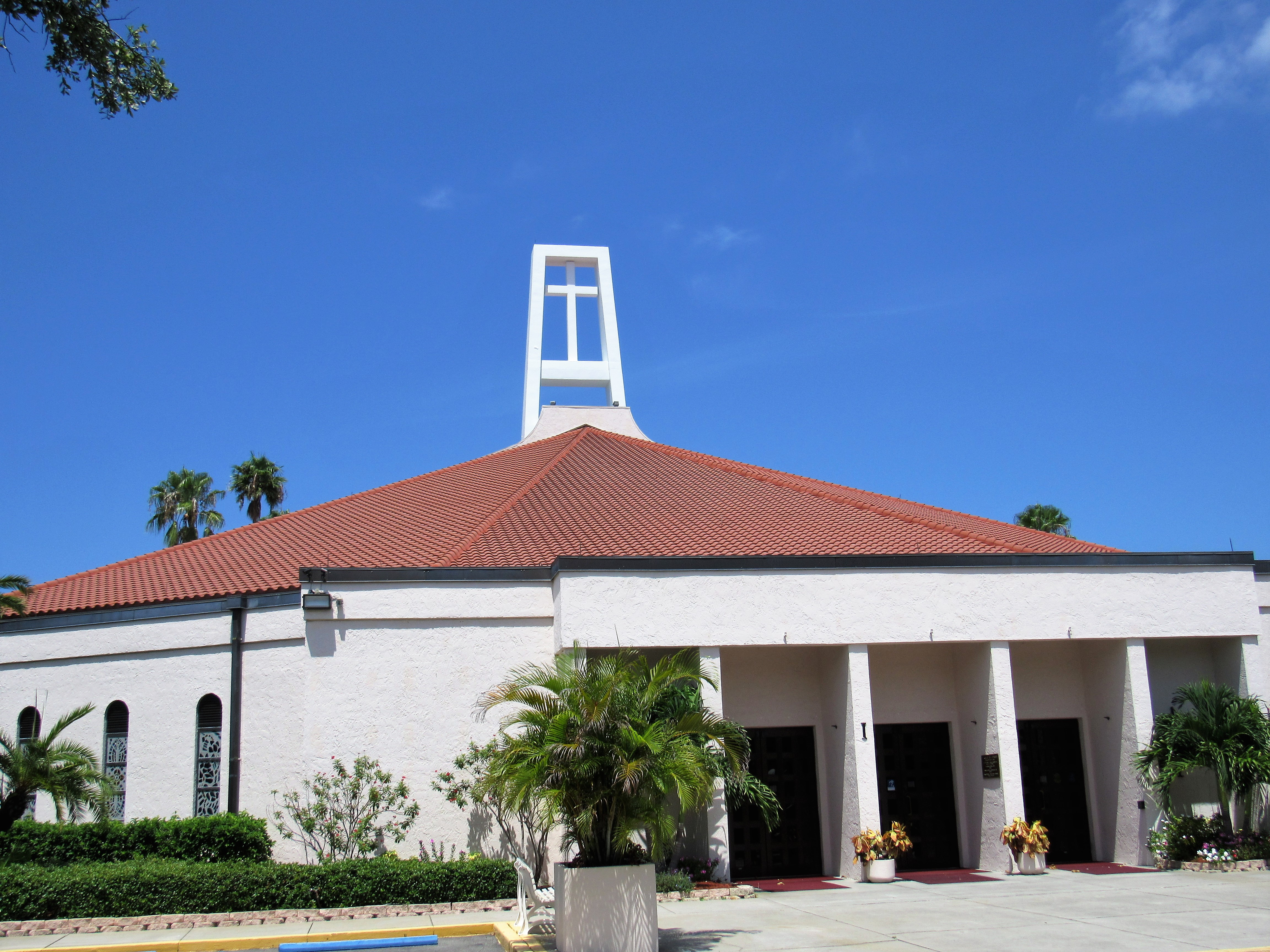
Kathedrale Epiphany in Venice